# 인피니트 덴드로그램
인피니트 덴드로그램(インフィニット・デンドログラム, Infinite Dendrogram)은 카이도 사콘이 글을 쓰고 타이키가 그림을 그린 일본의 라이트 노벨 시리즈이다. 2015년부터 사용자 제작 소설 출판 사이트인 소설가가 되자에서 온라인 연재를 시작했다. 2016년 11월 HJ 문고 소속으로 라이트노벨 첫 권을 출간한 하비 재팬(Hobby Japan)에 인수되었다. 2023년 9월 기준 21권이 발매되었다. 이마이 카미의 삽화가 포함된 만화 각색판은 2016년 12월부터 하비 재팬의 코믹 파이어 웹사이트를 통해 연재되었다. 단행본 12권으로 수집되었다. 라이트노벨과 만화 모두 북미 지역에서 J-Novel Club에 의해 라이선스를 받았다. NAZ에서 각색한 애니메이션 TV 시리즈는 2020년 1월부터 4월까지 방영되었다.

## 전제
2043년, 플레이어의 오감을 완벽하게 시뮬레이션하는 가상현실 MMORPG 인피니트 덴드로그램이 출시된다. 거의 2년 후, 무쿠도리 레이지는 인피니트 덴드로그램의 세계에 들어가 "레이 스탈링"이라는 이름을 사용하고, 도착하자마자 경험이 더 많은 형제 슈우와 배아 동반자 네메시스와 합류한다. 레이는 인피니트 덴드로그램의 세계를 탐험하면서 그곳에서 스스로 삶을 꾸리는 법을 배우고 다양한 종류의 친구와 적을 만난다.